# Biogênese mitocondrial
A biogênese mitocondrial é o processo pelo qual as células aumentam o número de mitocôndrias. Foi descrito pela primeira vez por John Holloszy na década de 1960, quando foi descoberto que o treinamento de resistência física induzia níveis mais elevados de conteúdo mitocondrial, levando a uma maior captação de glicose pelos músculos. A biogênese mitocondrial é ativada por vários sinais diferentes durante períodos de estresse celular ou em resposta a estímulos ambientais, como exercícios aeróbicos.

## Visão geral
A capacidade de uma mitocôndria de se autorreplicar está enraizada em sua história evolutiva. É comumente pensado que as mitocôndrias descendem de células que formaram relações endossimbióticas com α-protobactérias; elas têm seu próprio genoma para replicação. No entanto, evidências recentes sugerem que as mitocôndrias podem ter evoluído sem simbiose. A mitocôndria é um regulador chave da atividade metabólica da célula e também é uma organela importante tanto na produção quanto na degradação de radicais livres. Postula-se que um maior número de cópias mitocondriais (ou maior massa mitocondrial) é protetor para a célula.
As mitocôndrias são produzidas a partir da transcrição e tradução de genes tanto no genoma nuclear quanto no genoma mitocondrial. A maior parte da proteína mitocondrial vem do genoma nuclear, enquanto o genoma mitocondrial codifica partes da cadeia de transporte de elétrons junto com o rRNA e o tRNA mitocondriais. A biogênese mitocondrial aumenta as enzimas metabólicas para glicólise, fosforilação oxidativa e, finalmente, uma maior capacidade metabólica mitocondrial. Entretanto, dependendo dos substratos energéticos disponíveis e do estado redox da célula, a célula pode aumentar ou diminuir o número e o tamanho das mitocôndrias. De modo crítico, o número e a morfologia mitocondrial variam de acordo com o tipo de célula e a demanda específica do contexto, de modo que o equilíbrio entre a fusão/fissão mitocondrial regula a distribuição, a morfologia e a função mitocondrial.

## Importação de proteínas

Proteínas mitocondriais codificadas a partir do genoma nuclear precisam ser direcionadas e transportadas adequadamente para dentro das mitocôndrias.

Como a maior parte da proteína mitocondrial vem do genoma nuclear, as proteínas precisam ser adequadamente direcionadas e transportadas para as mitocôndrias para desempenhar suas funções. Primeiro, o mRNA é traduzido no citosol da célula. As proteínas precursoras desdobradas resultantes poderão então atingir seus respectivos compartimentos mitocondriais. As proteínas precursoras serão transportadas para uma das quatro áreas da mitocôndria, que incluem a membrana externa, a membrana interna, o espaço intermembranar e a matriz. Todas as proteínas entrarão na mitocôndria por uma translocase na membrana mitocondrial externa. Algumas proteínas terão um sinal de direcionamento N-terminal, e essas proteínas serão detectadas e transportadas para a matriz, onde serão clivadas e dobradas. Outras proteínas podem ter informações de direcionamento em suas sequências e não incluirão um sinal N-terminal. Durante as últimas duas décadas, os pesquisadores descobriram mais de trinta proteínas que participam da importação de proteínas mitocondriais. À medida que os pesquisadores aprendem mais sobre essas proteínas e como elas chegam aos respectivos compartimentos mitocondriais que as utilizam, torna-se evidente que há uma infinidade de processos que trabalham juntos na célula para permitir a biogênese mitocondrial.

## Fusão e fissão
As mitocôndrias são altamente versáteis e são capazes de mudar sua forma por meio de eventos de fissão e fusão. Definitivamente, a fissão é o evento de uma única entidade se separando, enquanto a fusão é o evento de duas ou mais entidades se unindo para formar um todo. Os processos de fissão e fusão se opõem e permitem que a rede mitocondrial se remodele constantemente. Se um estímulo induz uma mudança no equilíbrio de fissão e fusão numa célula, pode alterar significativamente a rede mitocondrial. Por exemplo, um aumento na fissão mitocondrial criaria muitas mitocôndrias fragmentadas, o que se demonstrou ser útil para eliminar mitocôndrias danificadas e para criar mitocôndrias menores para transporte eficiente para áreas com maior demanda de energia. Portanto, alcançar um equilíbrio entre esses mecanismos permite que uma célula tenha a organização adequada de sua rede mitocondrial durante a biogênese e pode ter um papel importante na adaptação muscular ao estresse fisiológico.

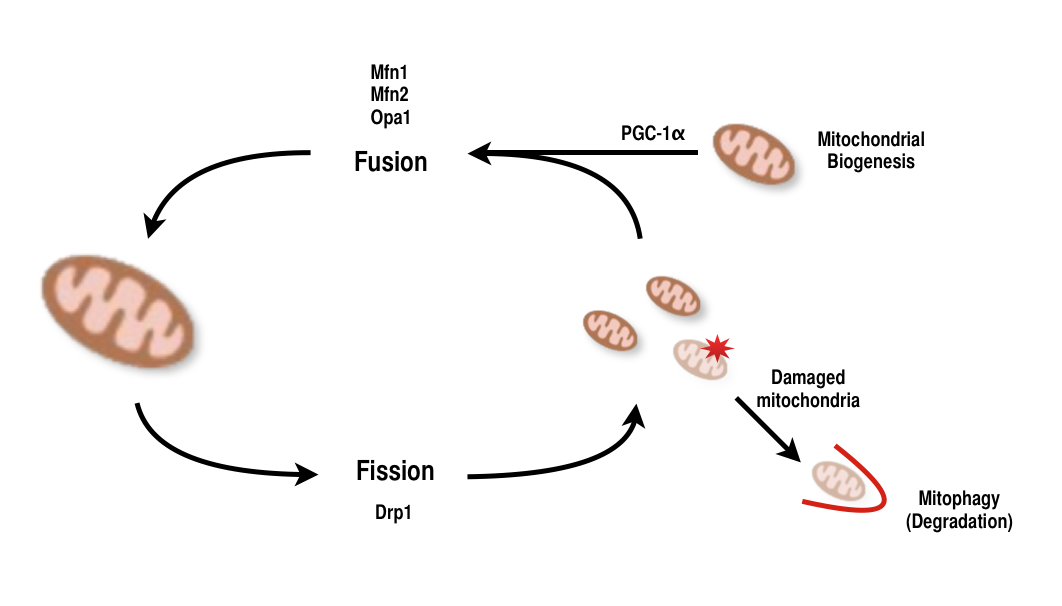
Os processos de fusão e fissão permitem a reorganização mitocondrial.

Em mamíferos, a fusão e a fissão mitocondrial são controladas por GTPases da família da dinamina. O processo de fissão mitocondrial é dirigido por Drp1, um membro da família da dinamina citosólica. Esta proteína forma uma espiral ao redor das mitocôndrias e se contrai para separar as membranas externa e interna da organela. Por outro lado, o processo de fusão é dirigido por diferentes proteínas dinaminas ancoradas à membrana em diferentes níveis das mitocôndrias. A fusão ao nível da membrana mitocondrial externa é mediada por Mfn1 e Mfn2 (mitofusinas 1 e 2), e a fusão ao nível da membrana mitocondrial interna é mediada por Opa1. Vários estudos de pesquisa observaram aumentos correlacionados entre a capacidade respiratória mitocondrial com a expressão dos genes Mfn1, Mnf2 e Drp1 após exercícios de resistência. Portanto, é sustentado que a reorganização da rede mitocondrial nas células musculares desempenha um papel importante na resposta ao exercício.

## Regulação
PGC-1α, um membro da família de coativadores transcricionais do receptor gama proliferador de peroxissoma (PGC), é o principal regulador da biogênese mitocondrial. É conhecido por coativar o fator respiratório nuclear 2 (NRF2/GABPA) e, juntamente com o NRF-2, coativar o fator respiratório nuclear 1 (NRF1). Os NRFs, por sua vez, ativam o fator de transcrição mitocondrial A (tfam), que é diretamente responsável pela transcrição de proteínas mitocondriais codificadas no núcleo. Isso inclui proteínas mitocondriais estruturais, bem como aquelas envolvidas na transcrição, tradução e reparo do mtDNA. PGC-1β, uma proteína estruturalmente semelhante à PGC-1α, também está envolvida na regulação da biogênese mitocondrial, mas difere por não aumentar em resposta ao exercício. Embora tenham ocorrido aumentos significativos nas mitocôndrias encontradas em tecidos onde o PGC-1α é superexpresso, à medida que o cofator interage com esses fatores de transcrição essenciais, os camundongos knockout com PGC-1α interrompido ainda são viáveis e apresentam abundância mitocondrial normal. Assim, o PGC-1α não é necessário para o desenvolvimento normal das mitocôndrias em ratos, mas quando submetidos a estresse fisiológico, esses ratos apresentam tolerância diminuída em comparação com ratos com níveis normais de PGC-1α. Da mesma forma, em ratos knockout com PGC-1β interrompido, os ratos apresentaram níveis principalmente normais de função mitocondrial com capacidade diminuída de adaptação ao estresse fisiológico. No entanto, um experimento de dupla eliminação de PGC-1α/β criou ratos que morreram principalmente em 24 horas devido a defeitos na maturação mitocondrial do tecido cardíaco. Essas descobertas sugerem que, embora PGC-1α e PGC-1β não estabeleçam individualmente a capacidade de uma célula de realizar a biogênese mitocondrial, juntos eles são capazes de se complementar para a maturação e função mitocondrial ideais durante períodos de estresse fisiológico.
A cinase ativada por AMP (AMPK) também regula a biogênese mitocondrial por meio da fosforilação e ativação de PGC-1α ao detectar uma deficiência de energia no músculo. Em ratos com proporções ATP/AMP reduzidas que ocorreriam durante o exercício, a depleção de energia demonstrou estar correlacionada com a ativação de AMPK. A ativação de AMPK continuou a ativar PGC-1α e NRFs nesses camundongos, e a biogênese mitocondrial foi estimulada.

## Envelhecimento
Foi demonstrado que a capacidade de biogênese mitocondrial diminui com a idade, e essa diminuição da função mitocondrial tem sido associada ao diabetes e às doenças cardiovasculares. O envelhecimento e a doença podem induzir alterações nos níveis de expressão de proteínas envolvidas nos mecanismos de fissão e fusão das mitocôndrias, criando assim mitocôndrias disfuncionais. Uma hipótese para os resultados prejudiciais do envelhecimento está associada à perda de telômeros, os segmentos finais dos cromossomas que protegem a informação genética da degradação. A perda de telômeros também foi associada à diminuição da função mitocondrial. A deficiência da telomerase transcriptase reversa (TERT), uma enzima que desempenha um papel na preservação dos telômeros, foi correlacionada com o p53 ativado, uma proteína que suprime o PGC-1α. Portanto, a perda de telômeros e TERT que ocorre com o envelhecimento tem sido associada à biogênese mitocondrial prejudicada. A expressão de AMPK também demonstrou diminuir com a idade, o que também pode contribuir para a supressão da biogênese mitocondrial.

## Aplicações clínicas do direcionamento da biogênese mitocondrial
A biogênese mitocondrial pode ser direcionada para prevenir a proliferação do câncer. Especificamente, dois reguladores de biogênese — PGC1α e c-Myc — podem ser direcionados para prevenir a proliferação do câncer. PGC1α é um componente chave na biogênese mitocondrial - como um coativador transcricional, ele tem como alvo múltiplos fatores de transcrição e o receptor alfa relacionado ao estrogênio (ERRα). Compostos que têm como alvo a via entre PGC1α e ERRα, como o agonista inverso de ERRα, XCT-790, demonstraram diminuir significativamente a biogênese mitocondrial, reduzindo significativamente a proliferação de células cancerígenas e aumentando sua sensibilidade aos agentes quimioterápicos. c-Myc, um fator de transcrição, pode ser inibido durante sua dimerização com a proteína Max por moléculas como IIA6B17 e omomyc. A inibição do complexo c-Myc-Max pode bloquear o ciclo celular e induzir apoptose em células cancerígenas.